# Głębce
Głębce – południowa dzielnica miasta Wisła i jednostka pomocnicza gminy miejskiej, osiedle nr 4. W jej skład wchodzą także jednostki strukturalne (położenia orientacyjne): Kopydło (w dolinie potoku Kopydło) i Łabajów (w dolinie potoku Łabajów).

## Położenie
Sama jednostka strukturalna "Głębce" położona jest u stóp Kobylej i Kozińców, u zbiegu potoków Łabajowa i Głębiczka, w górnej części doliny powstałego z ich połączenia potoku Kopydło, a także w samej dolince Głębiczka. ...die Wiese Wyssnio w Glembczach (...łąka Wyżnia w Głębcach) była wspominana w dokumentach już w 1751 r. Nazwa wiąże się z usytuowaniem tego dawnego wiślańskiego przysiółka głównie w dolinie potoku Głębiczek, dawniej (1836) funkcjonującego jako Głębiec (Glembietz Bach), czyli 'potok o głębokim nurcie'.
Znajduje się tutaj końcowa stacja linii kolejowej z Goleszowa, budowanej na początku lat 30. XX w. Planowano przedłużenie linii aż do Zwardonia, z tunelem przebitym pod przełęczą Kubalonka, jednak prace przerwała II wojna światowa, a w kolejnych latach realizacji projektu zaniechano. W przebiegu tej linii zlokalizowany jest betonowy wiadukt kolejowy o siedmiu przęsłach, przerzucony w latach 1931–1933 nad potokiem Łabajów i drogą wiodąca do Łabajowa. Wybudowany według projektu S. Saskiego i T. Mejera przez firmę Ksawerego Goryanowicza ma 122 metry długości i 25 metrów wysokości.
Nieco poza wiaduktem, w dolinie Łabajowa, na prawym (orograficznie) stoku doliny, widoczne są pozostałości skoczni narciarskiej im. Jana Lipowczana, wybudowanej w 1931 r.
U zbiegu potoków Łabajowa i Głębiczka znajduje się szkoła podstawowa nr 4 w Wiśle. Pierwszy budynek szkoły w tym miejscu, drewniany, powstał już w 1889 r. Obecny murowany budynek szkolny został wybudowany w roku 1937. Kierownictwo tych szkół spoczywało przez wiele lat w rękach trzech pokoleń rodziny Cienciałów: Andrzeja, Teofila i Jerzego. Po II wojnie światowej przez wiele lat pracował tu Adam Niedoba, działacz społeczno-kulturalny, m.in. założyciel w 1950 r. zespołu regionalnego „Wisła”.

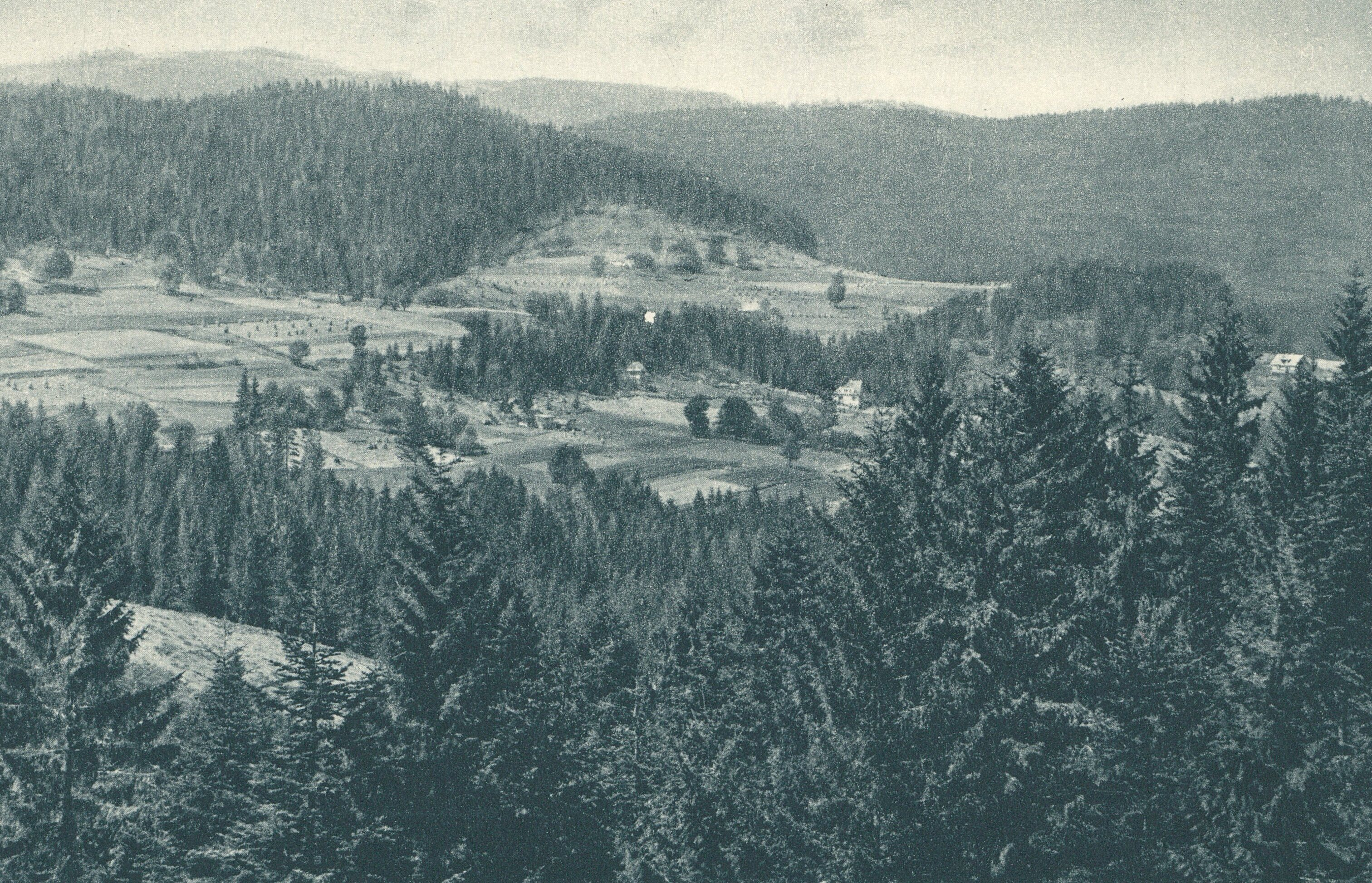
Widok na Głębce w połowie XX w.
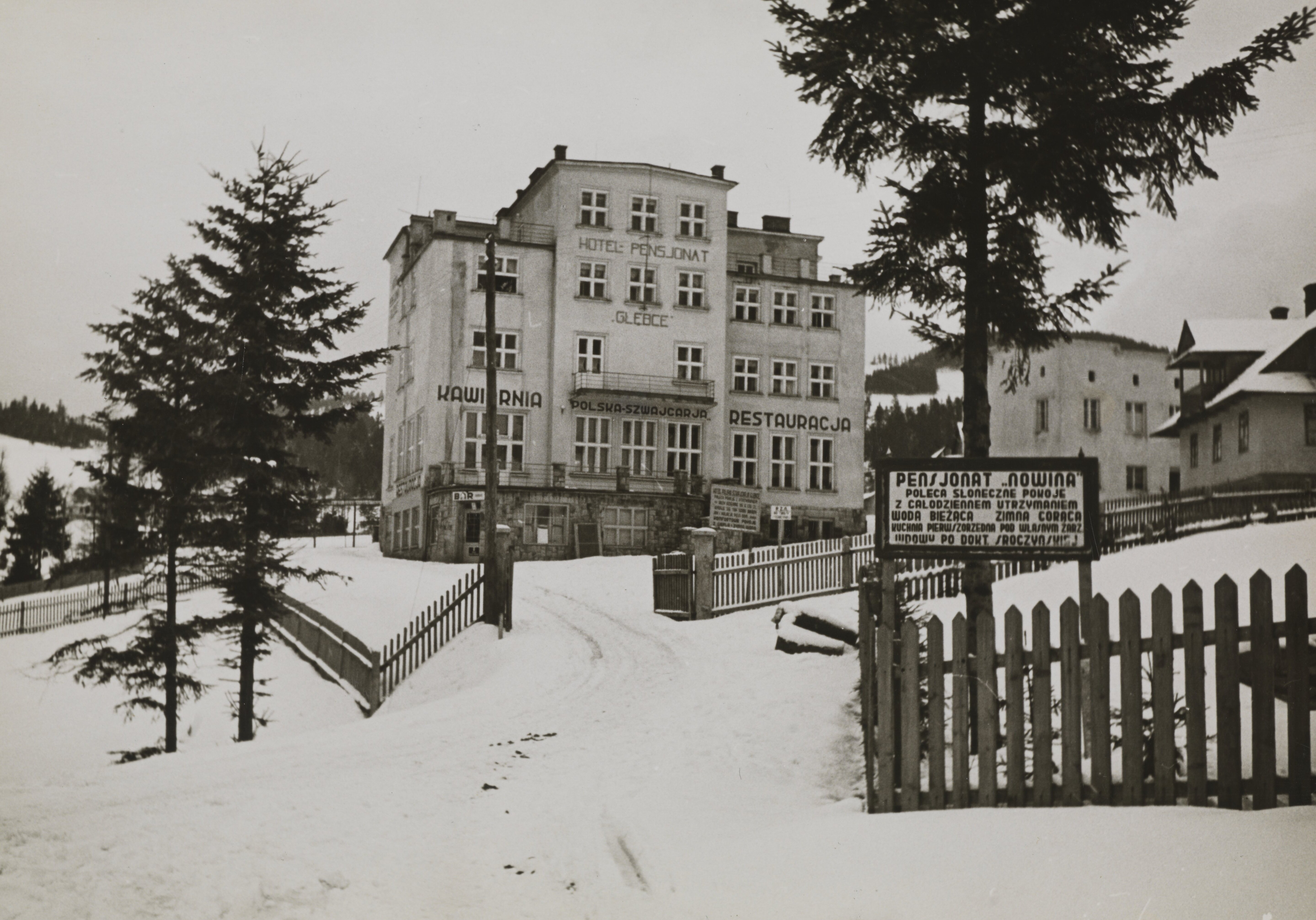
Hotel-pensjonat przed 1939
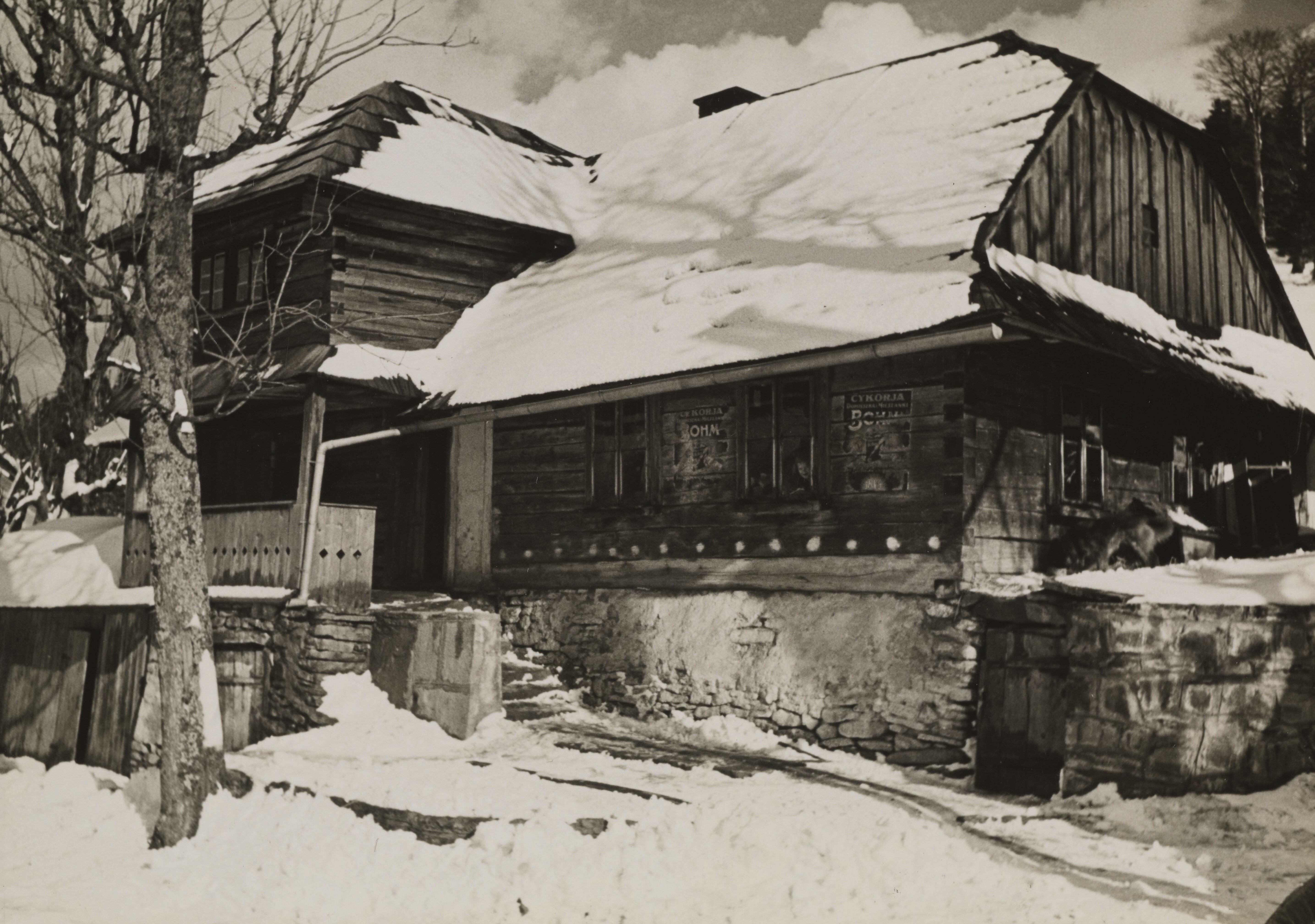
Stary dom góralski, przed 1939

## Wspólnoty wyznaniowe
Na terenie Głębiec działalność duszpasterską prowadzą następujące Kościoły i związki wyznaniowe:
- Kościół Ewangelicko-Augsburski:
  - parafia w Wiśle Głębcach
- Kościół rzymskokatolicki:
  - parafia Znalezienia Krzyża Świętego
- Świadkowie Jehowy:
  - zbór Wisła-Głębce, (Sala Królestwa ul. Klonowa 2A)[7]

## Turystyka
Przez Głębce biegną liczne szlaki turystyczne, prowadzące m.in. na Stożek Wielki oraz przełęcz Kubalonkę.
Przez osiedle przebiegają następujące znakowane trasy rowerowe:
- Międzynarodowy Szlak Rowerowy Greenways Kraków – Morawy – Wiedeń
- Wiślana Trasa Rowerowa – przy zbiorniku ma ona swój początek
- czerwona trasa rowerowa nr 24
- Główny Karpacki Szlak Rowerowy